# 102234 Olivebyrne
102234 Olivebyrne este o planetă minoră (asteroid) din centura de asteroizi. A fost descoperită pe 5 octombrie 1999 la Goodricke-Pigott Observatory⁠(d) de Roy A. Tucker⁠(d). 
Obiectul prezintă o orbită caracterizată de o semiaxă mare de 2,3915371774804 UAi, o excentricitate de 0,21954898268728, o înclinație de 1,9418146683482 ° în raport cu ecliptica.